# Zhong Man
Zhong Man (仲满S, Zhòng MǎnP; Nantong, 28 febbraio 1983) è uno schermidore cinese nella specialità della sciabola, vincitore dell'oro nel concorso individuale ai Giochi Olimpici di Pechino 2008.

## Palmarès
In carriera ha conseguito i seguenti risultati:
Giochi olimpici
Individuale
- Oro a Pechino 2008